# Estación de Tafalla
Estación de Tafalla vasútállomás Spanyolországban, Tafalla településen.

## Vasútvonalak
Az állomást az alábbi vasútvonalak érintik:
- Castejón de Ebro–Alsasua-vasútvonal

## Kapcsolódó állomások
A vasútállomáshoz az alábbi állomások vannak a legközelebb:
- Erriberri/Olite railway station